# أنواع نبات الأنطور
يوجد عدة أنواع من جنس الأنطور:
- أنطور إصبعي
- أنطور أبيض
- أنطور أحمر
- أنطور أخضر مسود
- أنطور أرجواني
- أنطور أرجواني الكفرى
- أنطور أرجواني داكن
- أنطور أريجي
- أنطور أزرق الأوراق
- أنطور أزغب
- أنطور ذهبي
- أنطور مدبب
- أنطور أسود النقط
- أنطور أصفر
- أنطور أطول
- أنطور أقطع
- أنطور أقنف
- أنطور أكبر
- أنطور أكوادوري
- أنطور أليف الأحجار
- أنطور أليف الأنديز
- أنطور أليف الرطوبة
- أنطور أليف الصخور
- أنطور أليف الظلال
- أنطور أملد
- أنطور أنتيوكي
- أنطور أنديزي
- أنطور بارز
- أنطور بارز
- أنطور براوني
- أنطور بلوري
- أنطور بنامي
- أنطور بهي
- أنطور بهيج
- أنطور بوغوتي
- أنطور بيضاوي
- أنطور بيضوي الأوراق
- أنطور بيكي
- أنطور تشوكوي
- أنطور تشياباسي
- أنطور ثلاثي الأقسام
- أنطور ثلاثي الشعب
- أنطور ثلاثي العروق
- أنطور ثؤلولي
- أنطور جبلي
- أنطور جذاب
- أنطور جعيدي
- أنطور جلدي
- أنطور جناحي
- أنطور حاد الثمار
- أنطور حامل الجذور
- أنطور خشن
- أنطور خماسي الأوراق
- أنطور خماسي العروق
- أنطور خيطي الشكل
- أنطور داكن
- أنطور درعي
- أنطور دقيق
- أنطور دموي
- أنطور دوراندي
- أنطور ذيل الفأر
- أنطور رائع
- أنطور رفيع المقاطع
- أنطور رقيق
- أنطور رقيق الأوراق
- أنطور رقيق الساق
- أنطور ركبي
- أنطور روزلي
- أنطور زمردي
- أنطور زنبقي
- أنطور زنجفري
- أنطور سفوي
- أنطور سميثي
- أنطور سميك الأوراق
- أنطور سناني الأوراق
- أنطور سويقي
- أنطور سيفي الأوراق
- أنطور شاحب
- أنطور شبكي
- أنطور شبه قلبي
- أنطور شديد الحدة
- أنطور شرافي
- أنطور شرقي
- أنطور شعاعي
- أنطور صافي
- أنطور صخري
- أنطور صغير
- أنطور صغير الأوراق
- أنطور صلب الأوراق
- أنطور ضعيف
- أنطور ضفافي
- أنطور ضئيل
- أنطور طفيلي
- أنطور طويل الذيل
- أنطور طويل الساق
- أنطور طويل السداة
- أنطور عاري
- أنطور عديم الحواف
- أنطور عديم الساق
- أنطور عريض
- أنطور عطري
- أنطور عملاق
- أنطور غابي
- أنطور غربي
- أنطور غشائي
- أنطور غنتري
- أنطور غواتيمالي
- أنطور فراسيري
- أنطور قاربي
- أنطور قرطبي
- أنطور قزم
- أنطور قلبي
- أنطور قلبي الأوراق
- أنطور قليل الأزهار
- أنطور قليل العروق
- أنطور قنواتي
- أنطور كاندولي
- أنطور كبير الأوراق
- أنطور كبير الرأس
- أنطور كروي
- أنطور كهرماني
- أنطور كوبي
- أنطور لحمي
- أنطور لفافي
- أنطور ليموني الأوراق
- أنطور لين
- أنطور ماغوايري
- أنطور مبرقش
- أنطور مبقع
- أنطور متباعد
- أنطور متجذر
- أنطور متحلق
- أنطور متدلي
- أنطور متساوي الألوان
- أنطور متسلق
- أنطور متشعب
- أنطور متعالي
- أنطور متقارب
- أنطور متقطع
- أنطور متمدد
- أنطور متموج
- أنطور متناسق
- أنطور متوسط
- أنطور مخدد
- أنطور مخرزي
- أنطور مخضوضر
- أنطور مخطط
- أنطور مخملي
- أنطور مرقش
- أنطور مرمري
- أنطور مرن
- أنطور مزرق
- أنطور مستنقعي
- أنطور مسود
- أنطور مسوق
- أنطور مصفر
- أنطور معرق
- أنطور معنق قصير
- أنطور مغبر
- أنطور مغزلي
- أنطور مغضن
- أنطور مغطى
- أنطور مفرض
- أنطور مفلطح الأوراق
- أنطور مفلطح الفلقة
- أنطور مفلطح اللسان
- أنطور ملعقي الأوراق
- أنطور ملكي
- أنطور مميز
- أنطور منظاري
- أنطور منعزل
- أنطور منفتح
- أنطور نبوتي
- أنطور نقطي
- أنطور نلسوني
- أنطور نهري
- أنطور هاريسي
- أنطور هاملتوني
- أنطور همبولدي
- أنطور هوبري
- أنطور هوفماني
- أنطور هوكري
- أنطور واتي
- أنطور واضح
- أنطور ورداكي
- (الاسم العلمي:Anthurium maasii)
- (الاسم العلمي:Anthurium macarenense)
- (الاسم العلمي:Anthurium macbridei)
- (الاسم العلمي:Anthurium macdanielii)
- (الاسم العلمي:Anthurium machetioides)
- (الاسم العلمي:Anthurium macleanii)
- (الاسم العلمي:Anthurium macphersonii)
- (الاسم العلمي:Anthurium macrolobium)
- (الاسم العلمي:Anthurium macrolonchium)
- (الاسم العلمي:Anthurium macrospadix)
- (الاسم العلمي:Anthurium madisonianum)
- (الاسم العلمي:Anthurium magdae)
- (الاسم العلمي:Anthurium malagaense)
- (الاسم العلمي:Anthurium malianum)
- (الاسم العلمي:Anthurium manabianum)
- (الاسم العلمي:Anthurium mancuniense)
- (الاسم العلمي:Anthurium manuanum)
- (الاسم العلمي:Anthurium marense)
- (الاسم العلمي:Anthurium margaricarpum)
- (الاسم العلمي:Anthurium marginellum)
- (الاسم العلمي:Anthurium mariae)
- (الاسم العلمي:Anthurium maricense)
- (الاسم العلمي:Anthurium marinoanum)
- (الاسم العلمي:Anthurium martianum)
- (الاسم العلمي:Anthurium masfense)
- (الاسم العلمي:Anthurium maximilianii)
- (الاسم العلمي:Anthurium megapetiolatum)
- (الاسم العلمي:Anthurium melastomatis)
- (الاسم العلمي:Anthurium mendietae)
- (الاسم العلمي:Anthurium merlei)
- (الاسم العلمي:Anthurium metallicum)
- (الاسم العلمي:Anthurium miaziense)
- (الاسم العلمي:Anthurium michelii)
- (الاسم العلمي:Anthurium microspadix)
- (الاسم العلمي:Anthurium minarum)
- (الاسم العلمي:Anthurium mindense)
- (الاسم العلمي:Anthurium modicum)
- (الاسم العلمي:Anthurium monteverdense)
- (الاسم العلمي:Anthurium montezumense)
- (الاسم العلمي:Anthurium monzonense)
- (الاسم العلمي:Anthurium moonenii)
- (الاسم العلمي:Anthurium morae)
- (الاسم العلمي:Anthurium morii)
- (الاسم العلمي:Anthurium moronense)
- (الاسم العلمي:Anthurium mostaceroi)
- (الاسم العلمي:Anthurium mourae)
- (الاسم العلمي:Anthurium multinervium)
- (الاسم العلمي:Anthurium multisulcatum)
- (الاسم العلمي:Anthurium munchiquense)
- (الاسم العلمي:Anthurium nakamurae)
- (الاسم العلمي:Anthurium nangaritense)
- (الاسم العلمي:Anthurium napaeum)
- (الاسم العلمي:Anthurium narinoense)
- (الاسم العلمي:Anthurium navasii)
- (الاسم العلمي:Anthurium nemoricola)
- (الاسم العلمي:Anthurium nervatum)
- (الاسم العلمي:Anthurium nicolasianum)
- (الاسم العلمي:Anthurium niqueanum)
- (الاسم العلمي:Anthurium nitidulum)
- (الاسم العلمي:Anthurium nizandense)
- (الاسم العلمي:Anthurium novitaense)
- (الاسم العلمي:Anthurium nubicola)
- (الاسم العلمي:Anthurium nutibarense)
- (الاسم العلمي:Anthurium nymphaeifolium)
- (الاسم العلمي:Anthurium obliquatum)
- (الاسم العلمي:Anthurium oblongocordatum)
- (الاسم العلمي:Anthurium obpyriforme)
- (الاسم العلمي:Anthurium obscurinervium)
- (الاسم العلمي:Anthurium ochranthum)
- (الاسم العلمي:Anthurium ochreatum)
- (الاسم العلمي:Anthurium ocotepecense)
- (الاسم العلمي:Anthurium oerstedianum)
- (الاسم العلمي:Anthurium oreodoxum)
- (الاسم العلمي:Anthurium organense)
- (الاسم العلمي:Anthurium orteganum)
- (الاسم العلمي:Anthurium ottobuchtienii)
- (الاسم العلمي:Anthurium ottonis)
- (الاسم العلمي:Anthurium oxyanthum)
- (الاسم العلمي:Anthurium oxybelium)
- (الاسم العلمي:Anthurium oxystachyum)
- (الاسم العلمي:Anthurium pachylaminum)
- (الاسم العلمي:Anthurium pachyspathum)
- (الاسم العلمي:Anthurium pageanum)
- (الاسم العلمي:Anthurium palacioanum)
- (الاسم العلمي:Anthurium palenquense)
- (الاسم العلمي:Anthurium pallatangense)
- (الاسم العلمي:Anthurium pallidicaudex)
- (الاسم العلمي:Anthurium pallidiflorum)
- (الاسم العلمي:Anthurium palmarense)
- (الاسم العلمي:Anthurium palmatum)
- (الاسم العلمي:Anthurium panduriforme)
- (الاسم العلمي:Anthurium papillilaminum)
- (الاسم العلمي:Anthurium paradisicum)
- (الاسم العلمي:Anthurium paraguasense)
- (الاسم العلمي:Anthurium paraguayense)
- (الاسم العلمي:Anthurium parambae)
- (الاسم العلمي:Anthurium pariense)
- (الاسم العلمي:Anthurium parile)
- (الاسم العلمي:Anthurium parvispathum)
- (الاسم العلمي:Anthurium pastasanum)
- (الاسم العلمي:Anthurium payaminoense)
- (الاسم العلمي:Anthurium pedatoradiatum)
- (الاسم العلمي:Anthurium pedatum)
- (الاسم العلمي:Anthurium pellucidopunctatum)
- (الاسم العلمي:Anthurium peltigerum)
- (الاسم العلمي:Anthurium penae)
- (الاسم العلمي:Anthurium pendulifolium)
- (الاسم العلمي:Anthurium penningtonii)
- (الاسم العلمي:Anthurium perijanum)
- (الاسم العلمي:Anthurium perviride)
- (الاسم العلمي:Anthurium pescadilloense)
- (الاسم العلمي:Anthurium phyllobaris)
- (الاسم العلمي:Anthurium pichinchae)
- (الاسم العلمي:Anthurium pichindense)
- (الاسم العلمي:Anthurium pilonense)
- (الاسم العلمي:Anthurium pinkleyi)
- (الاسم العلمي:Anthurium pirottae)
- (الاسم العلمي:Anthurium pirrense)
- (الاسم العلمي:Anthurium pittieri)
- (الاسم العلمي:Anthurium piurensis)
- (الاسم العلمي:Anthurium plantagineum)
- (الاسم العلمي:Anthurium platyrhizum)
- (الاسم العلمي:Anthurium plowmanii)
- (الاسم العلمي:Anthurium plurisulcatum)
- (الاسم العلمي:Anthurium pluviaticum)
- (الاسم العلمي:Anthurium podophyllum)
- (الاسم العلمي:Anthurium pohlianum)
- (الاسم العلمي:Anthurium polydactylum)
- (الاسم العلمي:Anthurium polyneuron)
- (الاسم العلمي:Anthurium polyphlebium)
- (الاسم العلمي:Anthurium polyschistum)
- (الاسم العلمي:Anthurium polystictum)
- (الاسم العلمي:Anthurium potarense)
- (الاسم العلمي:Anthurium pradoense)
- (الاسم العلمي:Anthurium pranceanum)
- (الاسم العلمي:Anthurium prolatum)
- (الاسم العلمي:Anthurium promininerve)
- (الاسم العلمي:Anthurium protensum)
- (الاسم العلمي:Anthurium pseudoclavigerum)
- (الاسم العلمي:Anthurium pseudospectabile)
- (الاسم العلمي:Anthurium psilostachyum)
- (الاسم العلمي:Anthurium ptarianum)
- (الاسم العلمي:Anthurium puberulinervium)
- (الاسم العلمي:Anthurium pucayacuense)
- (الاسم العلمي:Anthurium pulcachense)
- (الاسم العلمي:Anthurium pulidoae)
- (الاسم العلمي:Anthurium purdieanum)
- (الاسم العلمي:Anthurium quinindense)
- (الاسم العلمي:Anthurium quinquesulcatum)
- (الاسم العلمي:Anthurium quipuscoae)
- (الاسم العلمي:Anthurium abelaezii)
- (الاسم العلمي:Anthurium acanthospadix)
- (الاسم العلمي:Anthurium acebeyae)
- (الاسم العلمي:Anthurium achupallense)
- (الاسم العلمي:Anthurium acutangulum)
- (الاسم العلمي:Anthurium acutibacca)
- (الاسم العلمي:Anthurium aduncum)
- (الاسم العلمي:Anthurium agnatum)
- (الاسم العلمي:Anthurium alatipedunculatum)
- (الاسم العلمي:Anthurium albertiae)
- (الاسم العلمي:Anthurium albispatha)
- (الاسم العلمي:Anthurium albobueyense)
- (الاسم العلمي:Anthurium albovirescens)
- (الاسم العلمي:Anthurium alcatrazense)
- (الاسم العلمي:Anthurium alegriasense)
- (الاسم العلمي:Anthurium algentryi)
- (الاسم العلمي:Anthurium alluriquinense)
- (الاسم العلمي:Anthurium alstonii)
- (الاسم العلمي:Anthurium alticola)
- (الاسم العلمي:Anthurium amargalense)
- (الاسم العلمي:Anthurium ameliae)
- (الاسم العلمي:Anthurium amnicola)
- (الاسم العلمي:Anthurium anceps)
- (الاسم العلمي:Anthurium anchicayense)
- (الاسم العلمي:Anthurium ancuashii)
- (الاسم العلمي:Anthurium andreslovinense)
- (الاسم العلمي:Anthurium angelopolinense)
- (الاسم العلمي:Anthurium angosturense)
- (الاسم العلمي:Anthurium angustilaminatum)
- (الاسم العلمي:Anthurium angustilobum)
- (الاسم العلمي:Anthurium angustispadix)
- (الاسم العلمي:Anthurium anorianum)
- (الاسم العلمي:Anthurium antonioanum)
- (الاسم العلمي:Anthurium antrophyoides)
- (الاسم العلمي:Anthurium apanui)
- (الاسم العلمي:Anthurium apaporanum)
- (الاسم العلمي:Anthurium arenasense)
- (الاسم العلمي:Anthurium argyrostachyum)
- (الاسم العلمي:Anthurium aripoense)
- (الاسم العلمي:Anthurium arisaemoides)
- (الاسم العلمي:Anthurium armeniense)
- (الاسم العلمي:Anthurium aroense)
- (الاسم العلمي:Anthurium arusiense)
- (الاسم العلمي:Anthurium asplundii)
- (الاسم العلمي:Anthurium atamainii)
- (الاسم العلمي:Anthurium atramentarium)
- (الاسم العلمي:Anthurium auritum)
- (الاسم العلمي:Anthurium austin-smithii)
- (الاسم العلمي:Anthurium baguense)
- (الاسم العلمي:Anthurium bakeri)
- (الاسم العلمي:Anthurium balaoanum)
- (الاسم العلمي:Anthurium balslevii)
- (الاسم العلمي:Anthurium barbacoasense)
- (الاسم العلمي:Anthurium barclayanum)
- (الاسم العلمي:Anthurium barreranum)
- (الاسم العلمي:Anthurium barrieri)
- (الاسم العلمي:Anthurium barryi)
- (الاسم العلمي:Anthurium basirotundum)
- (الاسم العلمي:Anthurium bayae)
- (الاسم العلمي:Anthurium beltianum)
- (الاسم العلمي:Anthurium benktsparrei)
- (الاسم العلمي:Anthurium berlinii)
- (الاسم العلمي:Anthurium bernardii)
- (الاسم العلمي:Anthurium berriozabalense)
- (الاسم العلمي:Anthurium berryi)
- (الاسم العلمي:Anthurium besseae)
- (الاسم العلمي:Anthurium betanianum)
- (الاسم العلمي:Anthurium bimarginatum)
- (الاسم العلمي:Anthurium binotii)
- (الاسم العلمي:Anthurium birdseyanum)
- (الاسم العلمي:Anthurium bittneri)
- (الاسم العلمي:Anthurium bocainense)
- (الاسم العلمي:Anthurium boekei)
- (الاسم العلمي:Anthurium bogneri)
- (الاسم العلمي:Anthurium bonplandii)
- (الاسم العلمي:Anthurium boudetii)
- (الاسم العلمي:Anthurium bradeanum)
- (الاسم العلمي:Anthurium bragae)
- (الاسم العلمي:Anthurium bredemeyeri)
- (الاسم العلمي:Anthurium brenesii)
- (الاسم العلمي:Anthurium brent-berlinii)
- (الاسم العلمي:Anthurium breviscapum)
- (الاسم العلمي:Anthurium brevispadix)
- (الاسم العلمي:Anthurium brewsteri)
- (الاسم العلمي:Anthurium brittonianum)
- (الاسم العلمي:Anthurium bromelicola)
- (الاسم العلمي:Anthurium bucayanum)
- (الاسم العلمي:Anthurium buchtienii)
- (الاسم العلمي:Anthurium buganum)
- (الاسم العلمي:Anthurium bullianum)
- (الاسم العلمي:Anthurium bullosum)
- (الاسم العلمي:Anthurium burgeri)
- (الاسم العلمي:Anthurium bushii)
- (الاسم العلمي:Anthurium cabrerense)
- (الاسم العلمي:Anthurium cabuyalense)
- (الاسم العلمي:Anthurium cachabianum)
- (الاسم العلمي:Anthurium cainarachense)
- (الاسم العلمي:Anthurium caldodsonii)
- (الاسم العلمي:Anthurium calimense)
- (الاسم العلمي:Anthurium callejasii)
- (الاسم العلمي:Anthurium caloveboranum)
- (الاسم العلمي:Anthurium campii)
- (الاسم العلمي:Anthurium camposii)
- (الاسم العلمي:Anthurium caperatum)
- (الاسم العلمي:Anthurium caraboboense)
- (الاسم العلمي:Anthurium caramantae)
- (الاسم العلمي:Anthurium carchiense)
- (الاسم العلمي:Anthurium cardenasii)
- (الاسم العلمي:Anthurium carinatum)
- (الاسم العلمي:Anthurium caripense)
- (الاسم العلمي:Anthurium carneospadix)
- (الاسم العلمي:Anthurium carpishense)
- (الاسم العلمي:Anthurium cartiense)
- (الاسم العلمي:Anthurium cartilagineum)
- (الاسم العلمي:Anthurium cataniapoense)
- (الاسم العلمي:Anthurium caucanum)
- (الاسم العلمي:Anthurium caucavallense)
- (الاسم العلمي:Anthurium caulorrhizum)
- (الاسم العلمي:Anthurium ceratiinum)
- (الاسم العلمي:Anthurium ceronii)
- (الاسم العلمي:Anthurium cerrateae)
- (الاسم العلمي:Anthurium cerrobaulense)
- (الاسم العلمي:Anthurium cerrocampanense)
- (الاسم العلمي:Anthurium cerropelonense)
- (الاسم العلمي:Anthurium cerropirrense)
- (الاسم العلمي:Anthurium chamberlainii)
- (الاسم العلمي:Anthurium chamulense)
- (الاسم العلمي:Anthurium chimborazense)
- (الاسم العلمي:Anthurium chinchipense)
- (الاسم العلمي:Anthurium chinimense)
- (الاسم العلمي:Anthurium chiriquense)
- (الاسم العلمي:Anthurium chorense)
- (الاسم العلمي:Anthurium chorranum)
- (الاسم العلمي:Anthurium chrysolithos)
- (الاسم العلمي:Anthurium churutense)
- (الاسم العلمي:Anthurium cinereopetiolatum)
- (الاسم العلمي:Anthurium cirinoi)
- (الاسم العلمي:Anthurium clarinervium)
- (الاسم العلمي:Anthurium clarkei)
- (الاسم العلمي:Anthurium clathratum)
- (الاسم العلمي:Anthurium clavigerum)
- (الاسم العلمي:Anthurium cleistanthum)
- (الاسم العلمي:Anthurium clidemioides)
- (الاسم العلمي:Anthurium coclense)
- (الاسم العلمي:Anthurium cocornaense)
- (الاسم العلمي:Anthurium cogolloanum)
- (الاسم العلمي:Anthurium coleomischum)
- (الاسم العلمي:Anthurium coleorrhiza)
- (الاسم العلمي:Anthurium collettianum)
- (الاسم العلمي:Anthurium collinsii)
- (الاسم العلمي:Anthurium colonchense)
- (الاسم العلمي:Anthurium colonense)
- (الاسم العلمي:Anthurium colonicum)
- (الاسم العلمي:Anthurium coloradense)
- (الاسم العلمي:Anthurium comtum)
- (الاسم العلمي:Anthurium concinnatum)
- (الاسم العلمي:Anthurium conjunctum)
- (الاسم العلمي:Anthurium consimile)
- (الاسم العلمي:Anthurium consobrinum)
- (الاسم العلمي:Anthurium constrictum)
- (الاسم العلمي:Anthurium conterminum)
- (الاسم العلمي:Anthurium corallinum)
- (الاسم العلمي:Anthurium cordatotriangulum)
- (الاسم العلمي:Anthurium cordiforme)
- (الاسم العلمي:Anthurium cordulatum)
- (الاسم العلمي:Anthurium coripatense)
- (الاسم العلمي:Anthurium correae)
- (الاسم العلمي:Anthurium cotejense)
- (الاسم العلمي:Anthurium cotobrusii)
- (الاسم العلمي:Anthurium cowanii)
- (الاسم العلمي:Anthurium crassilaminum)
- (الاسم العلمي:Anthurium crassinervium)
- (الاسم العلمي:Anthurium crassiradix)
- (الاسم العلمي:Anthurium crassitepalum)
- (الاسم العلمي:Anthurium crassivenium)
- (الاسم العلمي:Anthurium cremersii)
- (الاسم العلمي:Anthurium croatii)
- (الاسم العلمي:Anthurium cuasicanum)
- (الاسم العلمي:Anthurium cucullispathum)
- (الاسم العلمي:Anthurium cultrifolium)
- (الاسم العلمي:Anthurium cupreonitens)
- (الاسم العلمي:Anthurium cupreum)
- (الاسم العلمي:Anthurium cupulispathum)
- (الاسم العلمي:Anthurium curicuriariense)
- (الاسم العلمي:Anthurium curtispadix)
- (الاسم العلمي:Anthurium curvilaminum)
- (الاسم العلمي:Anthurium curvispadix)
- (الاسم العلمي:Anthurium cuspidiferum)
- (الاسم العلمي:Anthurium cutucuense)
- (الاسم العلمي:Anthurium cuyabenoense)
- (الاسم العلمي:Anthurium cylindratum)
- (الاسم العلمي:Anthurium cymbiforme)
- (الاسم العلمي:Anthurium cymbispatha)
- (الاسم العلمي:Anthurium daguense)
- (الاسم العلمي:Anthurium darcyi)
- (الاسم العلمي:Anthurium davidsei)
- (الاسم العلمي:Anthurium davidsoniae)
- (الاسم العلمي:Anthurium debilipeltatum)
- (الاسم العلمي:Anthurium delannayi)
- (الاسم العلمي:Anthurium dendrobates)
- (الاسم العلمي:Anthurium diazii)
- (الاسم العلمي:Anthurium dolichocnemum)
- (الاسم العلمي:Anthurium dolichostachyum)
- (الاسم العلمي:Anthurium dombeyanum)
- (الاسم العلمي:Anthurium dominicense)
- (الاسم العلمي:Anthurium dorbayae)
- (الاسم العلمي:Anthurium draconopterum)
- (الاسم العلمي:Anthurium dressleri)
- (الاسم العلمي:Anthurium dukei)
- (الاسم العلمي:Anthurium dussii)
- (الاسم العلمي:Anthurium dwyeri)
- (الاسم العلمي:Anthurium dylanii)
- (الاسم العلمي:Anthurium effusilobum)
- (الاسم العلمي:Anthurium effusispathum)
- (الاسم العلمي:Anthurium eggersii)
- (الاسم العلمي:Anthurium eichleri)
- (الاسم العلمي:Anthurium eminens)
- (الاسم العلمي:Anthurium ericae)
- (الاسم العلمي:Anthurium ernestii)
- (الاسم العلمي:Anthurium erskinei)
- (الاسم العلمي:Anthurium erythrostachyum)
- (الاسم العلمي:Anthurium esmeraldense)
- (الاسم العلمي:Anthurium espinae)
- (الاسم العلمي:Anthurium exstipulatum)
- (الاسم العلمي:Anthurium fatoense)
- (الاسم العلمي:Anthurium faustomirandae)
- (الاسم العلمي:Anthurium fendleri)
- (الاسم العلمي:Anthurium fernandezii)
- (الاسم العلمي:Anthurium flavolineatum)
- (الاسم العلمي:Anthurium flavoviride)
- (الاسم العلمي:Anthurium folsomianum)
- (الاسم العلمي:Anthurium fontellanum)
- (الاسم العلمي:Anthurium fontoides)
- (الاسم العلمي:Anthurium foreroanum)
- (الاسم العلمي:Anthurium forgetii)
- (الاسم العلمي:Anthurium fornicifolium)
- (الاسم العلمي:Anthurium fosteri)
- (الاسم العلمي:Anthurium fragae)
- (الاسم العلمي:Anthurium friedrichsthalii)
- (الاسم العلمي:Anthurium funiferum)
- (الاسم العلمي:Anthurium fuscopunctatum)
- (الاسم العلمي:Anthurium gaffurii)
- (الاسم العلمي:Anthurium galactospadix)
- (الاسم العلمي:Anthurium galeanoae)
- (الاسم العلمي:Anthurium galeottii)
- (الاسم العلمي:Anthurium galileanum)
- (الاسم العلمي:Anthurium gaskinii)
- (الاسم العلمي:Anthurium gaudichaudianum)
- (الاسم العلمي:Anthurium gehrigeri)
- (الاسم العلمي:Anthurium geitnerianum)
- (الاسم العلمي:Anthurium ginesii)
- (الاسم العلمي:Anthurium giraldoi)
- (الاسم العلمي:Anthurium gladiifolium)
- (الاسم العلمي:Anthurium glanduligerum)
- (الاسم العلمي:Anthurium glaucospadix)
- (الاسم العلمي:Anthurium gomesianum)
- (الاسم العلمي:Anthurium gonzalezii)
- (الاسم العلمي:Anthurium gracililaminum)
- (الاسم العلمي:Anthurium gracilipedunculatum)
- (الاسم العلمي:Anthurium gracilispadix)
- (الاسم العلمي:Anthurium grandicataphyllum)
- (الاسم العلمي:Anthurium grex-avium)
- (الاسم العلمي:Anthurium gualeanum)
- (الاسم العلمي:Anthurium guanacense)
- (الاسم العلمي:Anthurium guanchezii)
- (الاسم العلمي:Anthurium guayaquilense)
- (الاسم العلمي:Anthurium gustavii)
- (الاسم العلمي:Anthurium gymnopus)
- (الاسم العلمي:Anthurium hacumense)
- (الاسم العلمي:Anthurium hagsaterianum)
- (الاسم العلمي:Anthurium halmoorei)
- (الاسم العلمي:Anthurium hammelii)
- (الاسم العلمي:Anthurium hastifolium)
- (الاسم العلمي:Anthurium hebetatilaminum)
- (الاسم العلمي:Anthurium hebetatum)
- (الاسم العلمي:Anthurium herthae)
- (الاسم العلمي:Anthurium hieronymi)
- (الاسم العلمي:Anthurium hinoideum)
- (الاسم العلمي:Anthurium hodgei)
- (الاسم العلمي:Anthurium hoehnei)
- (الاسم العلمي:Anthurium holm-nielsenii)
- (الاسم العلمي:Anthurium holquinianum)
- (الاسم العلمي:Anthurium hornitense)
- (الاسم العلمي:Anthurium huacamayoense)
- (الاسم العلمي:Anthurium huallagense)
- (الاسم العلمي:Anthurium huampamiense)
- (الاسم العلمي:Anthurium huanucense)
- (الاسم العلمي:Anthurium huashikatii)
- (الاسم العلمي:Anthurium huautlense)
- (الاسم العلمي:Anthurium huixtlense)
- (الاسم العلمي:Anthurium humoense)
- (الاسم العلمي:Anthurium hutchisonii)
- (الاسم العلمي:Anthurium ianthinopodum)
- (الاسم العلمي:Anthurium icanense)
- (الاسم العلمي:Anthurium idmense)
- (الاسم العلمي:Anthurium illepidum)
- (الاسم العلمي:Anthurium iltisii)
- (الاسم العلمي:Anthurium imperiale)
- (الاسم العلمي:Anthurium impolitum)
- (الاسم العلمي:Anthurium incomptum)
- (الاسم العلمي:Anthurium incurvum)
- (الاسم العلمي:Anthurium infectorium)
- (الاسم العلمي:Anthurium inzanum)
- (الاسم العلمي:Anthurium ionanthum)
- (الاسم العلمي:Anthurium iramireziae)
- (الاسم العلمي:Anthurium isidroense)
- (الاسم العلمي:Anthurium jaramilloi)
- (الاسم العلمي:Anthurium jefense)
- (الاسم العلمي:Anthurium jenmanii)
- (الاسم العلمي:Anthurium jesusii)
- (الاسم العلمي:Anthurium jilekii)
- (الاسم العلمي:Anthurium jimenae)
- (الاسم العلمي:Anthurium joaquinense)
- (الاسم العلمي:Anthurium johnmackii)
- (الاسم العلمي:Anthurium johnsoniae)
- (الاسم العلمي:Anthurium josei)
- (الاسم العلمي:Anthurium julianii)
- (الاسم العلمي:Anthurium julospadix)
- (الاسم العلمي:Anthurium jureianum)
- (الاسم العلمي:Anthurium kajekai)
- (الاسم العلمي:Anthurium kallunkiae)
- (الاسم العلمي:Anthurium kamemotoanum)
- (الاسم العلمي:Anthurium karstenianum)
- (الاسم العلمي:Anthurium kastelskii)
- (الاسم العلمي:Anthurium kayapii)
- (الاسم العلمي:Anthurium knappiae)
- (الاسم العلمي:Anthurium krukovii)
- (الاسم العلمي:Anthurium kugkumasii)
- (الاسم العلمي:Anthurium kunayalense)
- (الاسم العلمي:Anthurium kunthii)
- (الاسم العلمي:Anthurium kusuense)
- (الاسم العلمي:Anthurium lacerdae)
- (الاسم العلمي:Anthurium laciniosum)
- (الاسم العلمي:Anthurium lactifructum)
- (الاسم العلمي:Anthurium lancea)
- (الاسم العلمي:Anthurium lancetillense)
- (الاسم العلمي:Anthurium langendoenii)
- (الاسم العلمي:Anthurium langsdorffii)
- (الاسم العلمي:Anthurium lanjouwii)
- (الاسم العلمي:Anthurium latemarginatum)
- (الاسم العلمي:Anthurium laucheanum)
- (الاسم العلمي:Anthurium lautum)
- (الاسم العلمي:Anthurium lechlerianum)
- (الاسم العلمي:Anthurium lehmannii)
- (الاسم العلمي:Anthurium lennartii)
- (الاسم العلمي:Anthurium lentii)
- (الاسم العلمي:Anthurium leonianum)
- (الاسم العلمي:Anthurium leonii)
- (الاسم العلمي:Anthurium leptocaule)
- (الاسم العلمي:Anthurium leuconeurum)
- (الاسم العلمي:Anthurium leveaui)
- (الاسم العلمي:Anthurium lezamae)
- (الاسم العلمي:Anthurium lhotzkyanum)
- (الاسم العلمي:Anthurium libanoense)
- (الاسم العلمي:Anthurium licium)
- (الاسم العلمي:Anthurium lievenii)
- (الاسم العلمي:Anthurium ligulare)
- (الاسم العلمي:Anthurium limonense)
- (الاسم العلمي:Anthurium lindenianum)
- (الاسم العلمي:Anthurium lindmanianum)
- (الاسم العلمي:Anthurium lineolatum)
- (الاسم العلمي:Anthurium linganii)
- (الاسم العلمي:Anthurium lingua)
- (الاسم العلمي:Anthurium linguifolium)
- (الاسم العلمي:Anthurium llanense)
- (الاسم العلمي:Anthurium llewellynii)
- (الاسم العلمي:Anthurium lloense)
- (الاسم العلمي:Anthurium loefgrenii)
- (الاسم العلمي:Anthurium lojtnantii)
- (الاسم العلمي:Anthurium longicaudatum)
- (الاسم العلمي:Anthurium longicuspidatum)
- (الاسم العلمي:Anthurium longigeniculatum)
- (الاسم العلمي:Anthurium longipeltatum)
- (الاسم العلمي:Anthurium longispadiceum)
- (الاسم العلمي:Anthurium longissimilobum)
- (الاسم العلمي:Anthurium longistipitatum)
- (الاسم العلمي:Anthurium longiusculum)
- (الاسم العلمي:Anthurium loretense)
- (الاسم العلمي:Anthurium louisii)
- (الاسم العلمي:Anthurium lucens)
- (الاسم العلمي:Anthurium lucioi)
- (الاسم العلمي:Anthurium lucorum)
- (الاسم العلمي:Anthurium luschnathianum)
- (الاسم العلمي:Anthurium luteynii)
- (الاسم العلمي:Anthurium luxurians)
- (الاسم العلمي:Anthurium lygrum)
- (الاسم العلمي:Anthurium lynniae)
- (الاسم العلمي:Anthurium raimundii)
- (الاسم العلمي:Anthurium ramoncaracasii)
- (الاسم العلمي:Anthurium ramonense)
- (الاسم العلمي:Anthurium ramosense)
- (الاسم العلمي:Anthurium ramosii)
- (الاسم العلمي:Anthurium ranchoanum)
- (الاسم العلمي:Anthurium ravenii)
- (الاسم العلمي:Anthurium recavum)
- (الاسم العلمي:Anthurium redolens)
- (الاسم العلمي:Anthurium reflexinervium)
- (الاسم العلمي:Anthurium remotigeniculatum)
- (الاسم العلمي:Anthurium renteriae)
- (الاسم العلمي:Anthurium resectum)
- (الاسم العلمي:Anthurium retiferum)
- (الاسم العلمي:Anthurium rhodorhizum)
- (الاسم العلمي:Anthurium rimbachii)
- (الاسم العلمي:Anthurium riofrioi)
- (الاسم العلمي:Anthurium riograndicola)
- (الاسم العلمي:Anthurium rionegrense)
- (الاسم العلمي:Anthurium rodrigueziae)
- (الاسم العلمي:Anthurium rojasiae)
- (الاسم العلمي:Anthurium roraimense)
- (الاسم العلمي:Anthurium roseospadix)
- (الاسم العلمي:Anthurium rotundatum)
- (الاسم العلمي:Anthurium rotundilobum)
- (الاسم العلمي:Anthurium rotundistigmatum)
- (الاسم العلمي:Anthurium rubrifructum)
- (الاسم العلمي:Anthurium rubrivellus)
- (الاسم العلمي:Anthurium rzedowskii)